# Like It Like That
Like It Like That è il quinto album in studio del cantante australiano Guy Sebastian, pubblicato nell'ottobre 2009 in Australia e nel giugno 2010 negli Stati Uniti.

## Tracce
1. Like It Like That – 4:00
2. All to Myself – 4:32
3. Art of Love (featuring Jordin Sparks) – 3:58
4. Attention – 3:27
5. Magic (featuring Tarryn Stokes) – 4:21
6. Bring Yourself – 3:40
7. Never Hold You Down – 3:36
8. Fail to Mention – 4:13
9. Never Be You – 4:25
10. Coming Home – 4:00
11. Undo – 3:46
12. Perfection – 3:29